# Сержињо
Сержио Клаудио дос Сантос (порт. Sérgio Cláudio dos Santos, 27. јун 1971), познатији као  Сержињо (порт. Serginho), бивши је бразилски професионални фудбалeр, који је играо на позицији лијевог бека и лијевог крила; последњи клуб за који је наступао је италијански Милан. Прије него што је прешао у Милан 1999, играо је за неколико бразилских клубова. Са Миланом, освојио је двапут Лигу шампиона (2002/03. и 2006/07.) и једном Серију А (2003/04).
За репрезентацију Бразила одиграо је десет утакмица и постигао је један гол. Са репрезентацијом је освојио Копа Америку 1999, из друго мјесто на Купу конфедерација 1999.

## Клупска каријера
Професионалну каријеру почео је у Итаперуни, након чега је играо за Фламенго, Крузеиро, Баију и Сао Пауло. Године 1999, прешао је у Милан, гдје је у почетку углавном улазио са клупе. Најбољу партију од доласка у клуб пружио 2001, је у побједи 6:0 против Интера, у дербију дела Мадонина, на којем је постигао гол и уписао три асистенције. У финалу Лиге шампиона 2002/03, постигао је гол у пенал серији у побједи 3:2 на пенале против Јувентуса. У финалу Лиге шампиона 2004/05, Милан је водио на полувремену 3:0, али је Ливерпул изједначио на 3:3 и побиједио на пенале; Сержињо је у пенал серији шутирао преко гола. Са Миланом је освојио Серију А 2003/04, а затим и Лигу шампиона 2006/07, побиједивши у финалу Ливерпул 2:1, са два гола Филипа Инзагија.
На дан 16. маја 2008, објављено је да ће Сержињо и Кафу напустити Милан на крају сезоне 2007/08. Сержињо је одмах након тога објавио да завршава каријеру на крају сезоне. На дан 18. маја, одиграо је последњу утакмицу, у побједи против Удинезеа.

## Репрезентативна каријера
За репрезентацију Бразила одиграо је десет утакмица између 1998. и 2001. године и постигао је један гол. Вјероватно би забиљежио више наступа да на његовој позицији у то вријеме није играо Роберто Карлос, који је био стандардан у репрезентацији. Сержињо је наступао на Копа Америци 1999, гдје је Бразил освојио титулу и Купу конфедерација 1999, гдје је Бразил завршио на другом мјесту, у финалу је поражен од Мексика 4:3; Сержињо је постигао први гол за Бразил, из пенала. Није наступао на Свјетском првенству 2002 у Јапану и Јужној Кореји због повреде.

## Након фудбала
На дан 4. септембра 2011, играо је за тим легенди Милана, у којем су наступили бивши фудбалери Милана, против легенди репрезентације Индонезије, на стадиону Бунг Карно; Милан је побиједио 5:1, а Сержињо је постигао четири гола. Пети гол постигао је Дида, бивши голман Милана, који је играо у нападу, док је гол за легенде Индонезије постигао Рики Јакоби.

## Стил игре
Сержињо је био брз, велики радник, усмјерен ка офанзиви, који је могао да игра и на позицији лијевог бека и на позицији лијевог крила или чак и крилног нападача по лијевој страни. Велику брзину и снагу задржао је у 30-им годинама. Осим брзине и енергије, такође је био познат по добрим центаршутевима и по вјештини да претрчи противничке играче и дође у добру позицију у нападу, што му је омогућавало да допринесе нападу са асистенцијама и головима. Надимак током каријере био му је Il Concorde (Конкорд), због његових брзих и неуморних продора у нападу по лијевој страни терена.

## Успјеси

### Клубови
Баија
- Првенство Баијано: 1994

Сао Пауло
- Првенство Паулиста: 1998

Милан
- Серија А: 2003/04
- Куп Италије: 2002/03
- Суперкуп Италије: 2004
- УЕФА лига шампиона: 2002/03, 2006/07
- УЕФА суперкуп: 2003
- Свјетско клупско првенство: 2007

### Репрезентација
Бразилl
- Копа Америка: 1999
- Куп конфедерација сребро: 1999

### Индивидуално
- Кућа славних Милана[14]